# Ackermania
 Ackermania es un género con cinco especies de orquídeas epífitas de la subtribu Zygopetalinae de la familia (Orchidaceae). Estas orquídeas con formas de volantes anteriormente estaban incluidas en los géneros Chondrorhyncha y Stenia, la mayoría de Panamá, Colombia y Ecuador.
Se le considera un sinónimo del género Benzingia.

## Descripción
No tienen pseudobulbos y poseen hojas foliares dísticas, que forman una planta péndula con formas de volantes e inflorescencias auxiliares uniflorales en las que la flor está boca arriba con un apéndice truncado hacia el labelo el que posee una apícula.

## Hábitat
Estas especies son epífitas se distribuye desde Panamá hasta la Colombia, y Ecuador. Se encuentran en bosques de montaña de niebla y humedad en alturas de 1000 a 1500 m s. n. m.

## Taxonomía
El género fue descrito por Dodson & R.Escobar y publicado en Orquideología; Revista de la Sociedad Colombiana de Orquideología 18(3): 202. 1993.
Etimología
Su nombre "Ackermania" en honor de James D. Ackerman un taxónomo orquideólogo contemporáneo.

## Especies Ackermania
- Ackermania caudata (Ackerman) Dodson & R.Escobar 1993
- Ackermania cornuta (Garay) Dodson & R.Escobar 1993
- Ackermania hajekii D.E.Benn & Christenson 2001
- Ackermania jarae D.E.Benn. & Christenson (descubierta recientemente en Huánuco, Perú, incluida en el CITES)
- Ackermania palorae (Dodson & Hirtz) Dodson & R.Escobar